# Sankt-Petersburg-Paradoxon
Das Sankt-Petersburg-Paradoxon (auch Sankt-Petersburg-Lotterie) beschreibt ein mathematisches Paradoxon im Kontext eines mehrseitigen Glücksspiels.  Dabei weist die zugrunde liegende Zufallsvariable einen unendlichen Erwartungswert auf, was theoretisch einer unendlich hohen erwarteten Auszahlung entspricht. Trotzdem scheint der Spieleinstieg nur einen kleinen Geldbetrag wert zu sein. Das St.-Petersburg-Paradoxon verdeutlicht die Grenzen einer naiven Entscheidungstheorie, die ausschließlich auf dem Erwartungswert als Kriterium basiert. Ein solches Modell würde zu einer Entscheidung führen, die keine rational handelnde Person in der Realität treffen würde. Eine Auflösung des Paradoxons gelingt durch die Einführung einer  Nutzenfunktion, die individuelle Präferenzen berücksichtigt, oder durch die Analyse endlicher Varianten der Lotterie.
Das Paradox erhielt seinen Namen von Daniel Bernoullis Präsentation des Problems und seiner Lösung, die er 1738 in den Commentarii Academiae Scientiarum Imperialis Petropolitanae (Sankt Petersburg) veröffentlichte. Nikolaus I Bernoulli erwähnte das Problem jedoch schon 1713 in einem Briefwechsel mit Pierre Rémond de Montmort. Die ursprüngliche Formulierung spielt in einem hypothetischen Kasino in Sankt Petersburg ab, woraus sich die Bezeichnung des Paradoxons ableitet.

## Das Paradoxon
In einem Glücksspiel, für das eine Teilnahmegebühr verlangt wird, wird eine faire Münze so lange geworfen, bis zum ersten Mal „Kopf“ fällt. Dies beendet das Spiel. Der Gewinn richtet sich nach der Anzahl der Münzwürfe insgesamt. War es nur einer, dann erhält der Spieler 1 Euro. Bei zwei Würfen (also einmal „Zahl“, einmal „Kopf“) gibt es 2 Euro, bei drei Würfen 4 Euro, bei vier Würfen 8 Euro und bei jedem weiteren Wurf verdoppelt sich der Betrag.
Man gewinnt also {\displaystyle 2^{k-1}} Euro, wenn die Münze {\displaystyle k}-mal geworfen wurde.
Welcher Geldbetrag sollte für die Teilnahme an diesem Spiel bezahlt werden?
Sei {\displaystyle P(Z_{i})} die Wahrscheinlichkeit, dass beim {\displaystyle i}-ten Münzwurf Zahl fällt, und {\displaystyle P(K_{i})} die Wahrscheinlichkeit, dass beim {\displaystyle i}-ten Münzwurf Kopf fällt. Man kommt genau dann zum {\displaystyle k}-ten Wurf, wenn man vorher {\displaystyle k-1}-mal Zahl geworfen hat. Also ist die Wahrscheinlichkeit, dass das erste Mal beim {\displaystyle k}-ten Münzwurf „Kopf“ fällt:
{\displaystyle p_{k}=P(Z_{1})\cdot P(Z_{2})\dotsm P(Z_{k-1})\cdot P(K_{k})={\frac {1}{2}}\cdot {\frac {1}{2}}\dotsm {\frac {1}{2}}={\frac {1}{2^{k}}}.}
Wie viel kann man im Durchschnitt erwarten zu gewinnen? Mit Wahrscheinlichkeit 1/2 ist der Gewinn 1 Euro, mit Wahrscheinlichkeit 1/4 ist er 2 Euro, mit Wahrscheinlichkeit 1/8 ist er 4 Euro usw.
Der Erwartungswert ist daher
{\displaystyle E={\frac {1}{2}}\cdot 1+{\frac {1}{4}}\cdot 2+{\frac {1}{8}}\cdot 4+\dotsb =\sum _{k=1}^{\infty }{\frac {1}{2^{k}}}\cdot 2^{k-1}=\sum _{k=1}^{\infty }{1 \over 2}=\infty .}
Diese Summe divergiert gegen unendlich, das heißt, im Mittel erwartet man daher einen unendlich hohen Gewinn.
Allerdings ist die Wahrscheinlichkeit, z. B. 512 Euro oder mehr zu gewinnen, sehr klein, nämlich gerade 1:1024 (1:2048 für mindestens 1024 Euro).
Gemäß einer Entscheidungstheorie, die auf dem Erwartungswert basiert, sollte man daher jede beliebige Teilnahmegebühr akzeptieren. Dies widerspricht natürlich einer tatsächlichen Entscheidung und scheint auch irrational zu sein, da man in der Regel nur einige Euro gewinnt. Diese offenbar paradoxe Diskrepanz führte zu dem Namen Sankt-Petersburg-Paradoxon.

## Lösungen des Paradoxons
Es gibt mehrere Ansätze, dieses Paradoxon zu lösen. Im Folgenden werden einige, ausgewählte Ideen vorgestellt.

### Erwartungsnutzentheorie
Ökonomen nutzen dieses Paradoxon, um Konzepte in der Entscheidungstheorie zu demonstrieren. Das Paradoxon wird dabei gelöst, indem die naive Entscheidungstheorie, die auf dem Erwartungswert basiert, durch die (vernünftigere) Erwartungsnutzentheorie (Expected Utility Theory) ersetzt wird.
Diese Theorie des sinkenden Grenznutzens des Geldes wurde schon von Bernoulli erkannt. Die Hauptidee ist hierbei, dass ein Geldbetrag unterschiedlich bewertet wird: Zum Beispiel ist der relative Unterschied in der (subjektiven) Nützlichkeit von 2 Billionen Euro zu 1 Billion Euro sicher kleiner als der entsprechende Unterschied zwischen 1 Billion Euro und gar keinem Geld. Die Beziehung zwischen Geldwert und Nutzen ist also nicht-linear. Verallgemeinert man diese Idee, so hat eine 1:100.000.000.000-Chance, 100.000.000.000 Euro zu gewinnen, zwar einen Erwartungswert von einem Euro, muss aber nicht zwingend einen Euro wert sein.
Wenn wir nun eine Nutzenfunktion verwenden, etwa die von Bernoulli vorgeschlagene Logarithmusfunktion {\displaystyle u(x)=\ln(x)}, so hat die Sankt-Petersburg-Lotterie einen endlichen Wert:
{\displaystyle \operatorname {E} [U]=\sum _{k=1}^{\infty }p_{k}u(2^{k-1})=\sum _{k=1}^{\infty }{\frac {\ln(2^{k-1})}{2^{k}}}=\ln(2)<\infty .}
In Bernoullis eigenen Worten:
„Woher rührt nun dieser Unterschied zwischen der mathematischen Rechnung und der üblichen Schätzung? Ich glaube, er beruht darauf, dass (in der Theorie) die Mathematiker das Geld lediglich nach seiner Menge, (in der Praxis) vernünftige Leute hingegen nach dem Nutzen schätzen, den sie daraus ziehen können.“ (Seite 56)
„[…] dass für einen reichen Mann, für dessen unmittelbarste Lebensbedürfnisse bereits gesorgt ist, eine Geldsumme verhältnismäßig wenig Wert haben kann, die für einen Armen, der darben […] muss, von ungemein größer Bedeutung ist.“ (Seite 8)
Diese Lösung ist jedoch noch nicht vollauf befriedigend, da die Lotterie in einer Weise geändert werden kann, dass das Paradox wieder auftritt: Dazu müssen wir lediglich die Lotterie so ändern, dass die Auszahlungen {\displaystyle e^{2^{k}}} betragen, dann ist der Wert der Lotterie, berechnet mit der logarithmischen Nutzenfunktion, wieder unendlich.
Allgemein kann man für jede unbeschränkte Nutzenfunktion eine Variante des Sankt-Petersburg-Paradoxons finden, die einen unendlichen Wert liefert, wie vom österreichischen Mathematiker Karl Menger als erstem bemerkt wurde.
Es gibt nun im Wesentlichen zwei Möglichkeiten, dieses neue Paradoxon, das zuweilen Super-Sankt-Petersburg-Paradoxon genannt wird, zu lösen:
- Man kann berücksichtigen, dass ein Kasino nur Lotterien mit einem endlichen Erwartungswert anbieten würde. Unter dieser Annahme lässt sich zeigen, dass das Paradoxon verschwindet, falls die Nutzenfunktion konkav ist, was bedeutet, dass man eine Risikoaversion (zumindest für hohe Geldbeträge) voraussetzt.[7]

- Man kann annehmen, dass die Nutzenfunktion nach oben beschränkt ist. Dies bedeutet nicht, dass die Nutzenfunktion ab einem bestimmten Wert konstant sein muss. Als Beispiel betrachte {\displaystyle u(x)=1-e^{-x}}.

In den letzten Jahren wurde die Expected Utility Theory erweitert, um Entscheidungsmodelle zu erhalten, die das reale Verhalten von Testpersonen quantitativ besser beschreiben. In einigen dieser neuen Theorien, wie der Cumulative Prospect Theory, taucht das Sankt-Petersburg-Paradox in einigen Fällen auch dann auf, wenn die Nutzenfunktion konkav und der Erwartungswert endlich ist, jedoch nicht, wenn die Nutzenfunktion beschränkt ist.

### Endliche Sankt-Petersburg-Lotterie
In der klassischen Variante der Sankt-Petersburg-Lotterie hat das Kasino unbegrenzte Geldvorräte. Es gibt also keinen Gewinn, den das Kasino nicht auszahlen könnte, und das Spiel könnte beliebig lange gehen.
Geht man hingegen von einem realen Kasino mit einem Kapital von {\displaystyle K} aus, dann kann das Kasino nicht mehr als einen maximalen Gewinn auszahlen. Erreicht der Spieler die daraus resultierende Grenze von {\displaystyle N} Münzwürfen, dann wird ihm der Gewinn an dieser Stelle ausgezahlt und das Spiel abgebrochen. Diese Grenze {\displaystyle N} legt das Kasino vorher fest.
Man erhält nun einen endlichen Erwartungswert. Zur Berechnung verwendet man die Formel
{\displaystyle E=\sum _{k=1}^{N}p_{k}2^{k-1}+2^{N-1}\sum _{k=N+1}^{\infty }p_{k}=\sum _{k=1}^{N}{\frac {1}{2}}+2^{N-1}\left(1-\left(1-{\frac {1}{2^{N}}}\right)\right)\ =\ {\frac {N+1}{2}},}
mit {\displaystyle N=1+\lfloor \log _{2}(K)\rfloor }.
Folgende Tabelle zeigt, welche Erwartungswerte die endliche Sankt-Petersburg-Lotterie für verschiedene Kasinotypen hat:
| Kasinokapital K | max. Spiellänge N | Erwartungswert E |                      |
| 100 €           | 7                 | 4 €              | Spiel unter Freunden |
| 100 Millionen € | 27                | 14 €             | (normales) Kasino    |
| 18 Billionen €  | 44                | 22,50 €          | BIP der EU 2009      |

Bernoulli beschreibt unter anderem, dass „alle Summen über 10 Millionen oder der größeren Bequemlichkeit halber über {\displaystyle 2^{24}=16777216} Tahlern unter sich gleichwertig sind“ (Seite 58), und seine „vernünftige“ Betrachtung führt ähnlich zu einem endlichen Erwartungswert (historisch: Hoffnungswert) von 13.

### Begrenzung der Nutzenfunktion aufgrund einer endlichen Lebensdauer
Eine Beschränkung des Nutzens kann auch mit der Lebenszeit des Menschen begründet werden. Der Nutzen eines Gewinns in dem St.-Petersburg-Spiel für einen Menschen mit begrenzter Lebensdauer ist
zwangsläufig ebenfalls begrenzt.

### Ignoranz unwahrscheinlicher Ereignisse
Eine weitere Lösungsidee besteht in der Erklärung, dass reale Entscheidungsträger sehr unwahrscheinliche Ereignisse komplett ignorieren. D. h. anstelle der mathematisch korrekten Berücksichtigung sehr kleiner Werte werden diese vollständig ignoriert. Darauf wiesen schon Jean-Baptiste le Rond d’Alembert 1773 und Georges-Louis Leclerc, Comte de Buffon 1777 hin.

### Zweifel am logischen Zustandekommen
Einige Autoren sehen einen logischen Widerspruch bei der Konstruktion des Paradoxes. Sie bezweifeln das Zustandekommen des St.-Petersburg-Spiels und somit die Existenz
des darauf beruhenden Paradoxes aufgrund logischer Gründe. Dieses Argument wird mit Blick auf den Spieler, aber auch auf den Gegenspieler vorgebracht. Mit Blick auf den Spieler stellt sich folgende Frage: Welches rationale Individuum glaubt, dass der Gegenspieler/die Spielbank in der Lage ist, den Spielgewinn zu liefern, wenn der Erwartungswert des Spieles unendlich hoch ist?

### Zweifel am praktischen Zustandekommen
Aus praktischer Sicht wird eingewendet, dass:
- jeder Münzwurf eine bestimmte Zeit benötigt, weshalb die erforderliche Zeit für eine unendliche Anzahl an Versuchen nicht zur Verfügung steht und/oder
- keine Spielbank eine unendliche Gewinnsumme vorhalten kann.

### Ersatz des maximalen Nutzens durch die maximale Wahrscheinlichkeit
Eine weitere Lösung wird durch eine veränderte Zielstellung möglich. Sämtliche bisher vorgestellten Studien und Erklärungen basieren auf der Annahme, dass der Akteur den erwarteten Nutzen maximieren möchte. Das reale Verhalten legt jedoch den Schluss nahe, dass die Probanden versuchen, die Wahrscheinlichkeit der Lotterie zu maximieren. Sie suchen demzufolge die stochastisch optimale Lotterie.

### Experimentelle Analysen
Neben den theoretischen Analysen sind experimentelle Untersuchungen zu nennen. Ein frühes Experiment wurde 1777 von Georges-Louis Leclerc, Comte de Buffon durchgeführt. Später wurden weitere Experimente durchgeführt, um die frühen Ergebnisse zu überprüfen. Darüber hinaus wurde z. B. auf der Basis von 1 Mrd. Versuchen gezeigt, dass die Gewinnsumme im St.-Petersburg-Spiel einem Potenzgesetz folgt. Eine Verdopplung der Gewinnwahrscheinlichkeit führt zu einer Halbierung der Gewinnsumme.